# The Even Stevens Movie
The Even Stevens Movie är en amerikansk komedifilm från 2003 i regi av Sean McNamara, från ett manus skrivet av Dennis Rinsler och Marc Warren. Filmen, som hade premiär på Disney Channel den 13 juni 2003, är baserad på TV-serien Even Stevens, som sändes på den tidigare nämnda kanalen mellan åren 2000 och 2003. Huvudrollerna i filmen spelas av Shia LaBeouf och Christy Carlson Romano.

## Rollista (i urval)
- Shia LaBeouf – Louis Stevens
- Christy Carlson Romano – Renee "Ren" Stevens
- Donna Pescow – Eileen Stevens
- Tom Virtue – Steven "Steve" Stevens
- Nick Spano – Donald "Donnie" Stevens
- Steven Anthony Lawrence – Bernard "Beans" Aranguren
- Tim Meadows – Miles McDermott
- A. J. Trauth – Alan Twitty
- Margo Harshman – Tawny Dean
- Fred Meyers – Thomas "Tom" Gribalski
- Dave Coulier – Lance LeBow
- Keone Young – "Chief Tuka"
- Lauren Frost – Ruby Mendel
- Kenya Williams – Monique Taylor
- Jim Wise – Coach Tugnut
- Ty Hodges – Larry Beale
- Josh Keaton – "Mootai" / Jason Holdstead
- Kyle Gibson – Gil
- George Anthony Bell – Rektor Conrad Wexler
- Matthew Yang King – Scott
- Jody Howard – Cynthia Mills